# Daniel Pinkwater

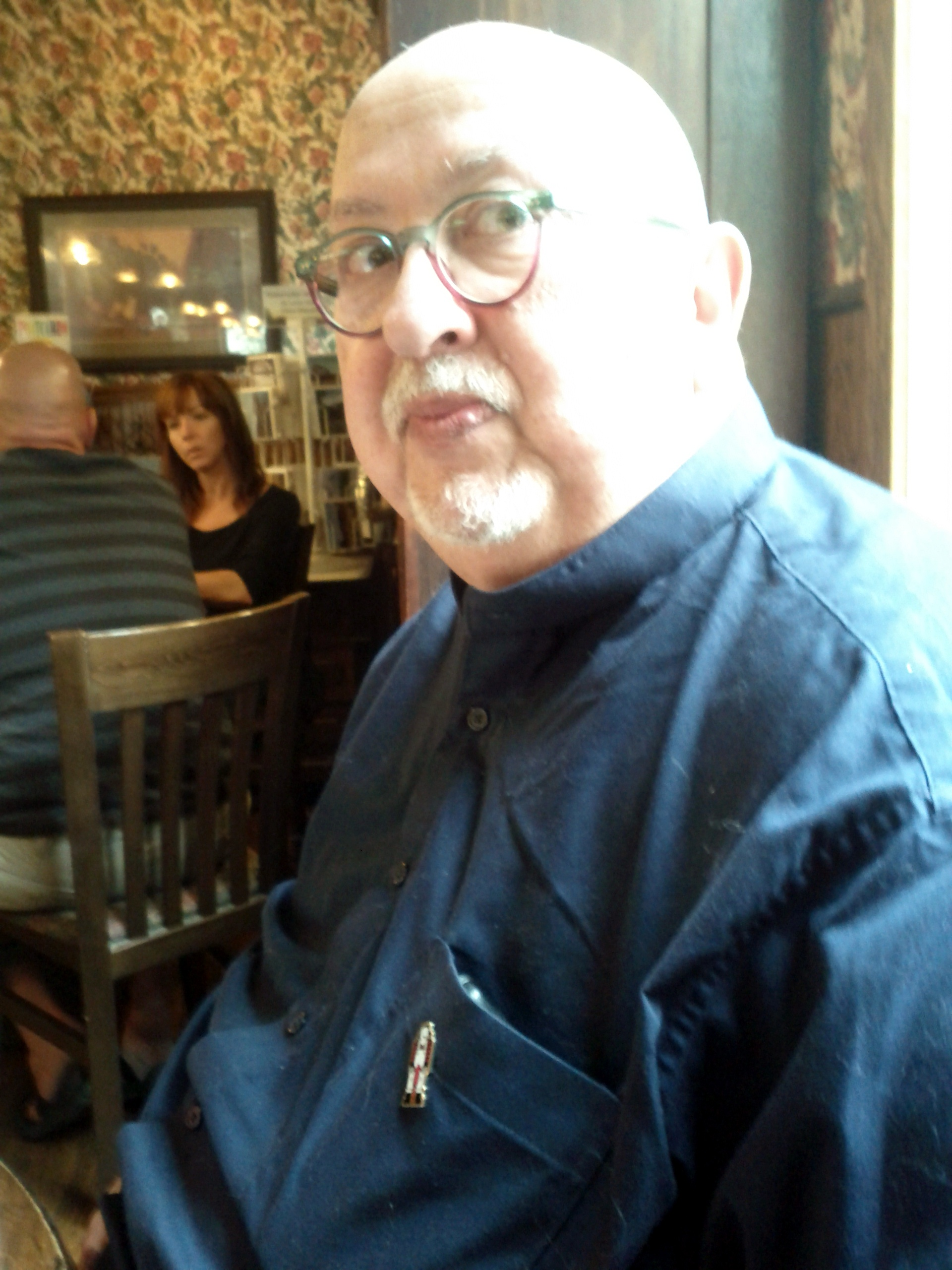
Daniel Pinkwater

Daniel Manus Pinkwater (* 15. November 1941 in Memphis, Tennessee) ist ein US-amerikanischer Radiomoderator und Autor phantastischer Kinder- und Jugendliteratur wie  zum Beispiel von Lizard Music über einen Jungen, der Zeuge einer Invasion intelligenter Eidechsen wird.

## Leben
Der väterlicherseits aus einer jüdisch-polnischen Familie stammende Pinkwater studierte nach dem Besuch der Lake View High School in Chicago am Bard College in Annandale-on-Hudson Kunst und schloss dieses Studium 1963 mit einem Bachelor of Fine Arts (B.F.A.) ab. Später war Pinkwater, der in Hoboken (New Jersey) lebt, als Moderator bei National Public Radio, einer öffentlichen, lose organisierten Zusammenarbeit von Hörfunksendern in den USA.
Mitte der 1970er Jahre begann Pinkwater mit dem Verfassen von Kinder- und Jugendromanen, die teilweise phantastische Themen hatten und teilweise auch in deutscher Übersetzung erschienen. Zu seinen bekanntesten Veröffentlichungen gehören:
- Lizard Music (1976)
- Alan Mendelsohn, Boy From Mars (1979, dt. Titel Alan Mendelsohn, der Junge vom Mars, 1983)
- The Snarkout Boys and the Avocado of Death (1982)
- The Snarkout Boys and the Baconburg Horror (1984)
- Borgel (1990, dt. Titel Borgel : ein phantastischer Roman, 2000)
- The Education of Robert Nifkin (1998)